# Chamaedorea nubium
Chamaedorea nubium är en enhjärtbladig växtart som beskrevs av Paul Carpenter Standley och Julian Alfred Steyermark. Chamaedorea nubium ingår i släktet Chamaedorea och familjen Arecaceae. Inga underarter finns listade i Catalogue of Life.